# Hiller H-23

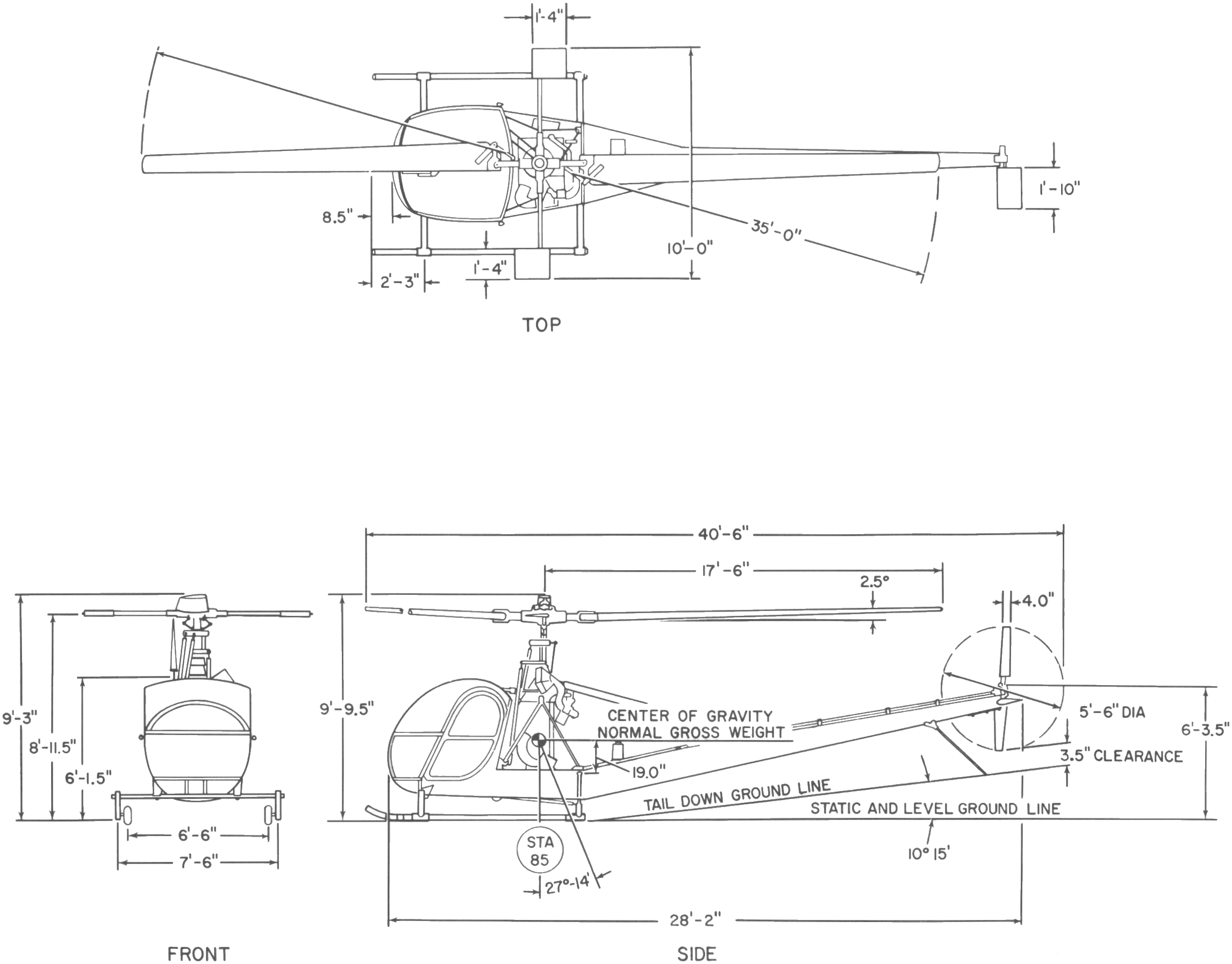
Hiller H-23 Raven

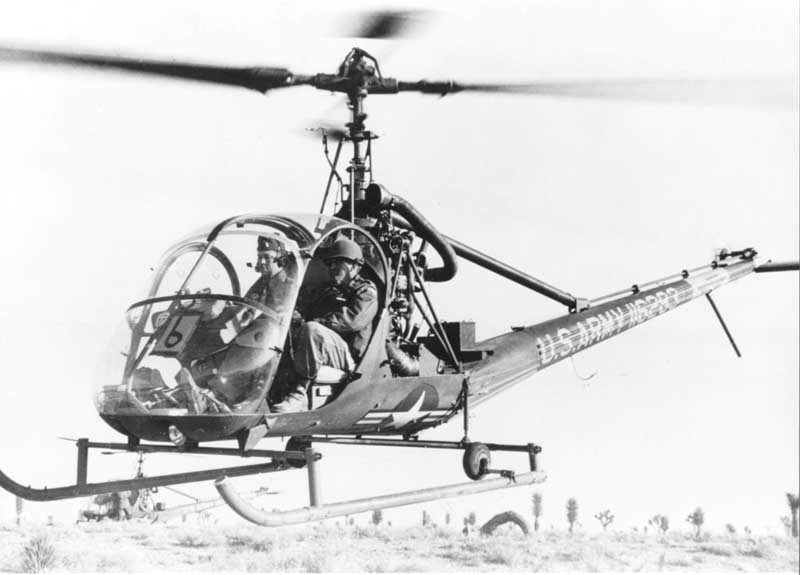
Vroege H-23

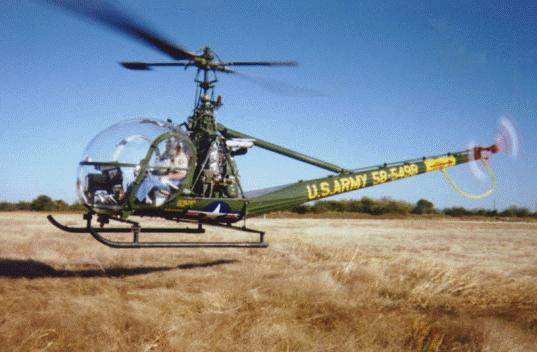
US Army H-23D

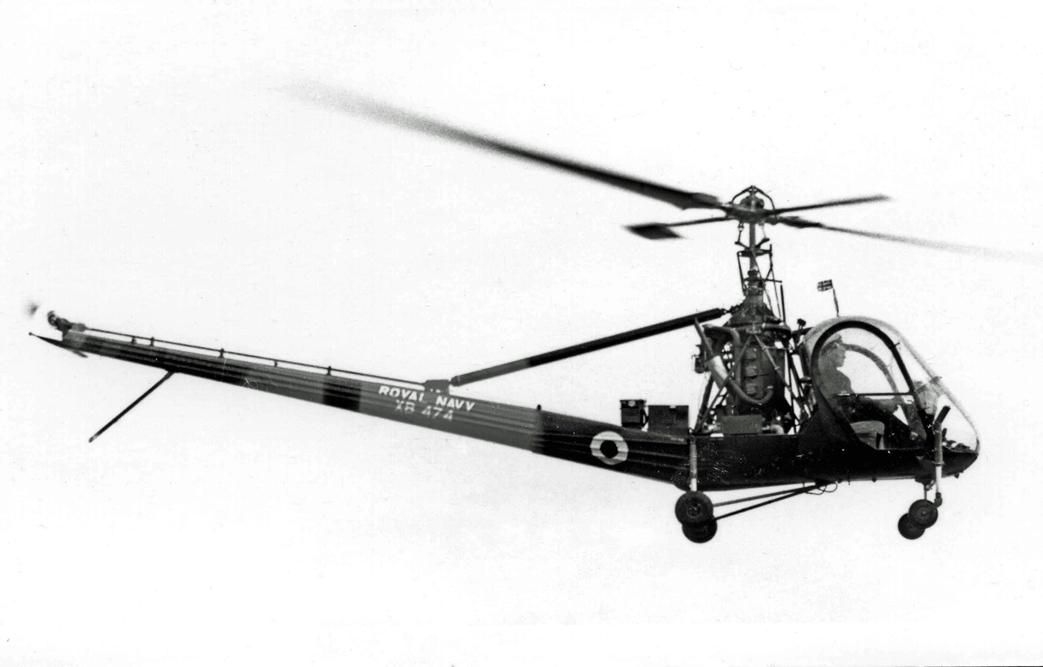
Royal Navy Hiller HT Mk1 (HTE-2) van 705 Squadron in 1953

De Hiller H-23 Raven was een lichte helikopter afgeleid van de Hiller Model 360 die voor het eerst vloog in 1948. Het Model 360 werd onder de civiele aanduiding UH-12 verkocht ("UH" stond voor United Helicopters).
In 1945 veranderde de naam Hiller Industries door een samenwerking in United Helicopters. In 1948 werd het Hiller Aircraft.
Nadat Hiller een nieuwe motor aanbracht en de rotorbladen modificeerde werd het nieuwe model aangeduid als UH-12A. Dit was het model dat door de krijgsmachten van de Verenigde Staten en Frankrijk en door vele civiele gebruikers in dienst werd genomen.

## Modellen

### Militaire modellen
De Amerikaanse Army en Navy gebruikten talloze Hillers met aanduiding H-23 Raven.
- YH-23; een civiele UH-12A, met een tweepersoons cockpit en 178 pk Franklin motor als testexemplaar voor US Army.[6]:p141
- H-23A, eerste productieversie met 178 pk Franklin O-335 viercilindermotor en tweepersoons cockpit. 100 Gebouwd voor de US Army[6]:p142 en vijf testtoestellen voor US Air Force.[7]:p274
- H-23B, met skids met kleine wielen en een 200 pk O-335-6 motor; sommigen kregen later de sterkere 250 pk VO-435-23B motor. 273 gebouwd voor de US Army[6]:p142 en 81 voor export.
- H-23C met driepersoonscockpit en een bolle cockpitkap (vissenkom) uit één stuk en met geheel metalen rotorbladen. Er was ook plaats voor drie personen. 145 stuks gebouwd voor de US Army.[6]:p142
- H-23D was een driezitter trainer, ook met de Lycoming VO-540 en verbeterde transmissie en betere rotor. nieuwe rotor en transmissie en een 250 pk Lycoming VO-435-23B motor, 348 gebouwd voor de US Army.[6]:p142
- H-23E, H-23D met dubbele bediening. Niet gekocht door de US Army.[6]:p142
- H-23F, gelijk aan model UH-12E-4, een vierpersoons toestel met 25-inch langere cockpit en een Lycoming 305 pk VO-540-A1B motor. 22 stuks gebouwd voor de US Army.[6]:p142
- H-23G, driepersoons versie van de H-23F met dubbele bediening. 793 Gebouwd.[6]:p142
- HTE-1, US Navy versie van UH-12A met Franklin O-335 motor. Tweezitter met dubbele bediening en driewielig landingsgestel, 17 stuks gebouwd.[7]:p440
- HTE-2, US Navy versie van H-23B met Franklin O-335-6 motor, 35 gebouwd.[7]:p440[8]
- HT Mk 1, Royal Navy aanduiding voor 20 voormalige US Navy HTE-2’s.[9]:p400
- HT Mk 2, Royal Navy aanduiding voor 21 UH-12E’s.[9]
- CH-112 Nomad, Canadese militaire aanduiding.

Begin jaren 1960 veranderde het type-aanduidingssysteem van Amerikaanse militaire vliegtuigen en werden de H-23B en H-23C gewijzigd in respectievelijk OH-23B en OH-23C.

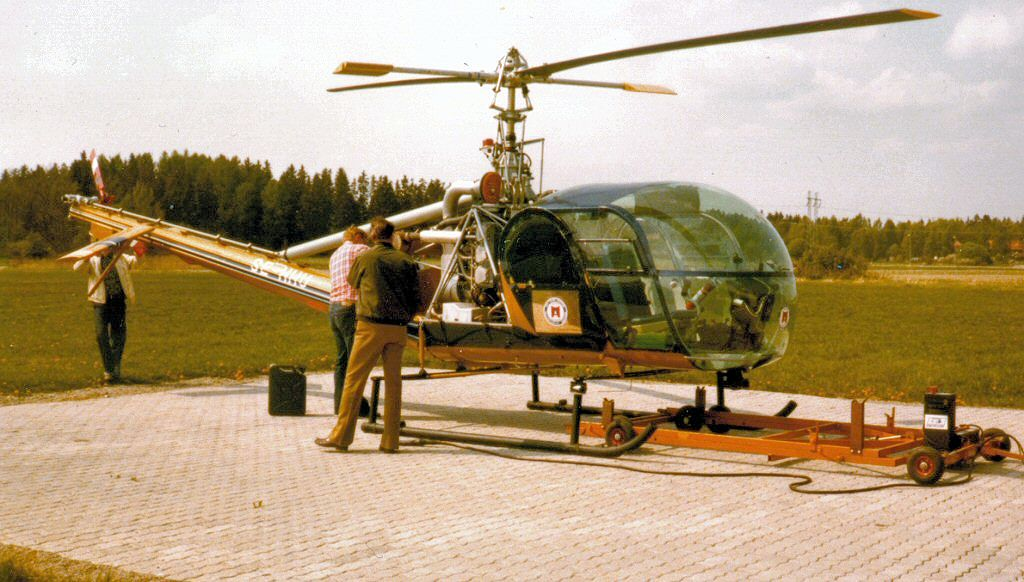
Hiller UH-12E-4 vierpersoons model

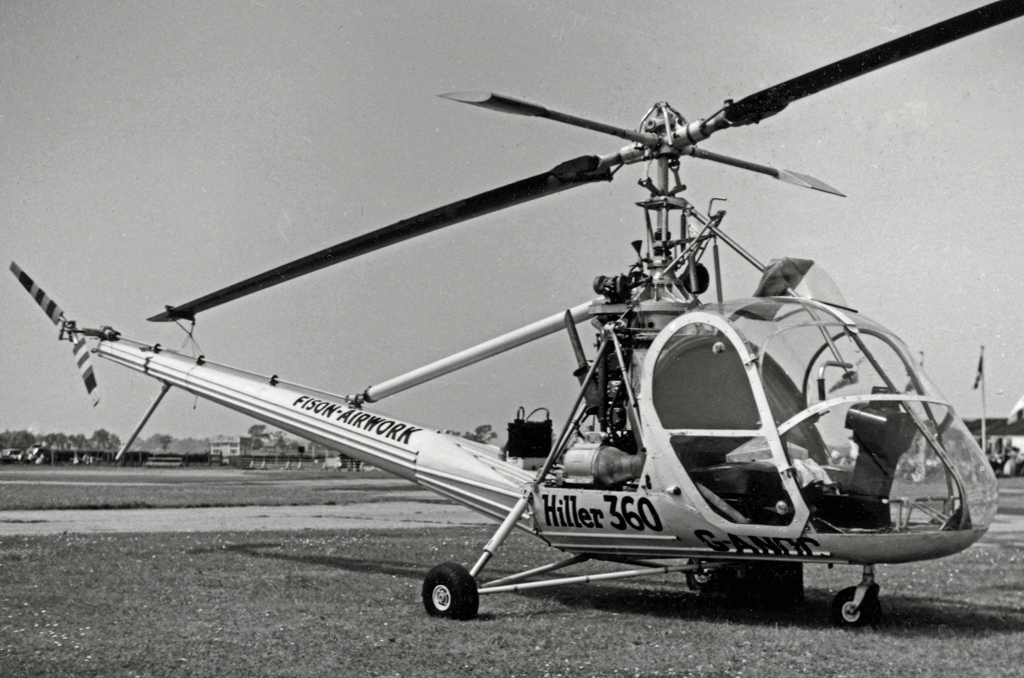
Een Hiller H-12A in 1955 in het Verenigd Koninkrijk gedemonstreerd als gewassen besproeier

### Civiele modellen
- UH-12A, oorspronkelijk productiemodel met een zescilinder luchtgekoelde Franklin 6V4-178-B33 motor met een maximaal vermogen van 178 pk bij 3000 toeren/min. De bladen van de hoofdrotor van Parsons Industries zijn gemaakt van massief gelamineerd hout. Het oppervlak van de rotorbladen is bedekt met een laag fiberglas, en de voorrand met een laagje roestvrij staal. De staartrotor is geheel van metaal.
- UH-12B, trainingsversie voor de US Navy. Werd voor 1962 aangeduid als HTE-2.
- UH-12C, driepersoons versie met houten rotorbladen en een bolle glazen (“vissenkom”) cockpit uit één stuk.
- UH-12D, verbeterde versie van de militaire H-23C.
- UH-12E, driepersoons versie van de H-23D met dubbele bediening.
- UH-12ET, UH-12E met Allison 250 turboshaft tubinemotor.
- UH-12E-3, nieuwe driepersoons UH-12 versie.
- UH-12E-3T, UH-12E-3 met turbinemotor.
- UH-12E-4, vierpersoons versie met een  VO-540 motor. Andere 12E modellen konden omgebouwd worden met een ombouwset.[10]
- UH-12E-4T, UH-12E-4 met turbinemotor.
- UH-12L-4, verlengde versie met grotere ramen.

## Hiller H-23 in Nederland

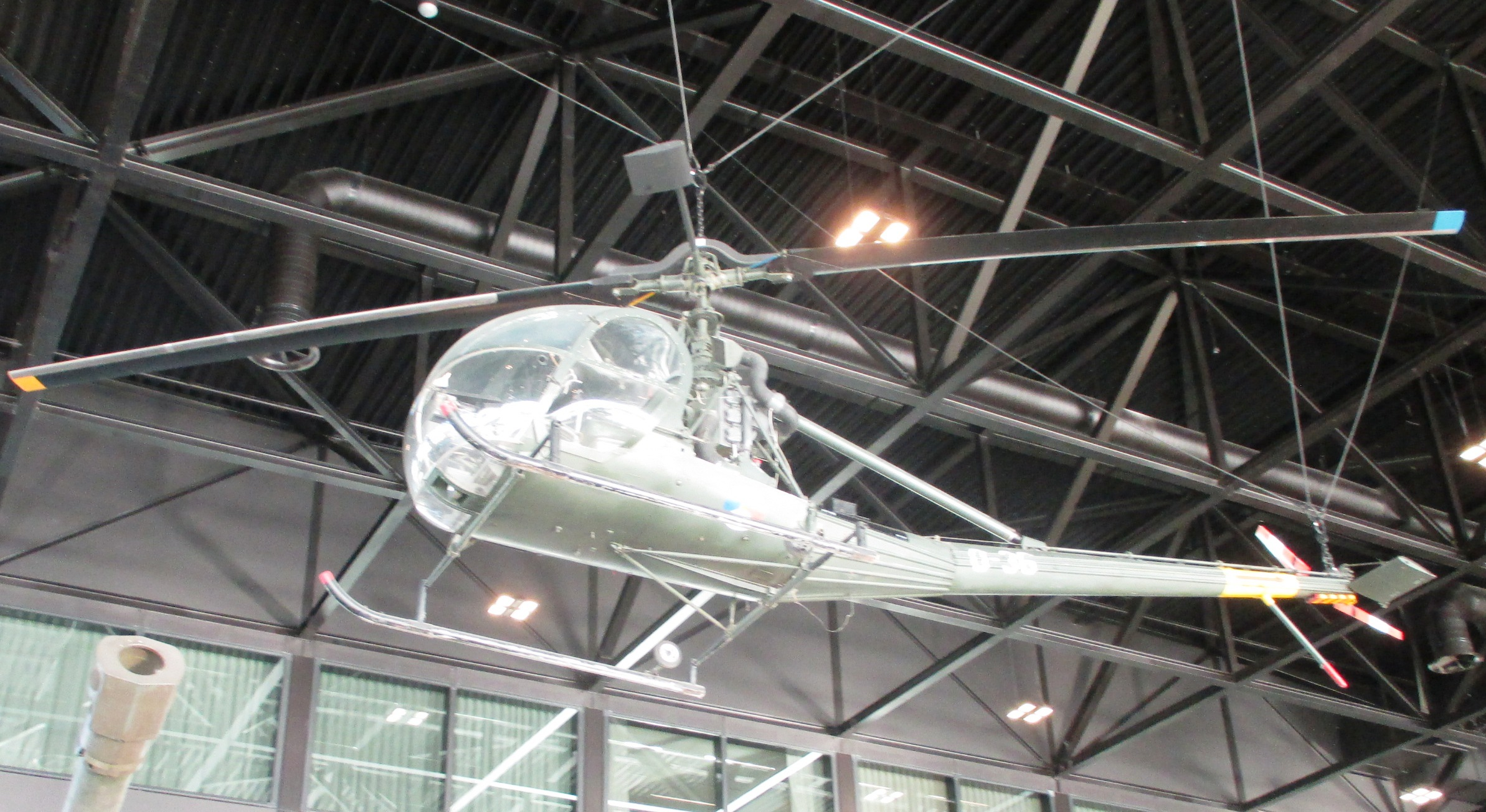
Hiller H-23C met registratienummer O-36, Nationaal Militair Museum, Soesterberg

De Hiller-toestellen werden onder  Mutual Defense Aid Program (MDAP)-voorwaarden aan Nederland geleverd. Die voorwaarden hielden o.a. in dat de toestellen eigendom bleven van de Verenigde Staten. Nadat ze buiten dienst gesteld waren zijn de meeste dan ook weer terug gegaan naar de Verenigde Staten.
Het waren de eerste helikopters van de Koninklijke Luchtmacht (KLu). De Marine Luchtvaart Dienst (MLD) had al wel enige ervaring opgedaan met helikopters van de types Sikorsky S-51 en S-55/H-19 Chickasaw. De komst van de helikopter maakte een volstrekt andere vliegopleiding noodzakelijk. De eerste 15 van 35 toestellen van het type H-23B werden direct geassembleerd en met deze helikopters werd bij het 298 Squadron de Helikoptervliegeropleiding (HVO) opgezet. In november van datzelfde jaar werd de HVO aan het 299 Squadron toegewezen. In 1958 werden de overige twintig toestellen geassembleerd en verdeeld over de twee squadrons. In mei 1959 ontving de KLu nog een extra toestel, een H-23C. Deze week af van de eerder geleverde H-23B’s (O-1 t/m O-35) en kreeg de registratie O-36. Op 1 oktober 1962, tijdens de Berlijnse crisis, werd het tot dan toe mobilisabele 300 Squadron paraat gesteld zodat het de HVO-taak overnam van 299 Squadron.

### GPLV
De toestellen waren ingedeeld bij de Groep Lichte Vliegtuigen (GPLV) De GPLV fungeerde als ondersteuning van de Koninklijke Landmacht en werd hiermee gezamenlijk geëxploiteerd. Behalve de Hillers beschikte de GPLV over de vastvleugelige Taylorcraft Auster, Piper PA-18 Super Cub en De Havilland Canada DHC-2 Beaver. De GPLV verzorgde luchtwaarnemingen voor artillerie-eenheden van de Koninklijke Landmacht. De bemanning bestond uit een vlieger van de luchtmacht en een waarnemer van de landmacht. Daarnaast werden de Hillers ingezet voor transporttaken en voor gewondentransport. De H-23B toestellen waren tweezitters. Daarnaast kon op de skids (het onderstel) aan beide zijden een brancarddrager met overkapping bevestigd worden voor gewondentransport.

### MLD
Van september tot december 1959 werden twee Hillers (O-19 en O-22) ingedeeld bij Vliegtuigsquadron 8 (VSQ 8) van de MLD.

### SAR
Ondanks dat de Hiller niet geschikt was voor het uitvoeren van reddingsoperaties boven water, werden in 1956 twee H-23B's op Vliegbasis Leeuwarden gestationeerd. Bij gebrek aan een hijsinstallatie werd een touw gebruikt, dat naar beneden werd geworpen in de hoop dat de drenkeling zich kon vastklampen. Ook werden beproevingen gedaan om mensen met een 'schepnet' uit het water te vissen. Na een oefening met de MLD en de Koninklijke Noord en Zuid-Hollandse Redding Maatschappij in 1958, concludeerde het Commando Luchtstrijdkrachten dat de Hiller in geen enkel opzicht voldeed aan de eisen die aan Sea Air Rescue helikopters werden gesteld en verzocht werd om over te gaan tot de aanschaf van zes reddingshelikopters van het type Aérospatiale Alouette II.

### Vervanging
De Hillers vlogen van 1955 tot 1965 bij de KLu bij 298, 299 en 300 squadron, waarna het type werd vervangen door de Aérospatiale Alouette III. Op 11 augustus 1965 vond de laatste vlucht met een Hiller H-23B plaats.

### H-23C in het NMM
In het Nationaal Militair Museum (NMM) in Soesterberg staat een Hiller H-23C (8A-336). Het toestel heeft uitsluitend bij 299 squadron dienst gedaan, maar staat daar ten onrechte met het embleem van 298 Squadron.

## Gebruikers

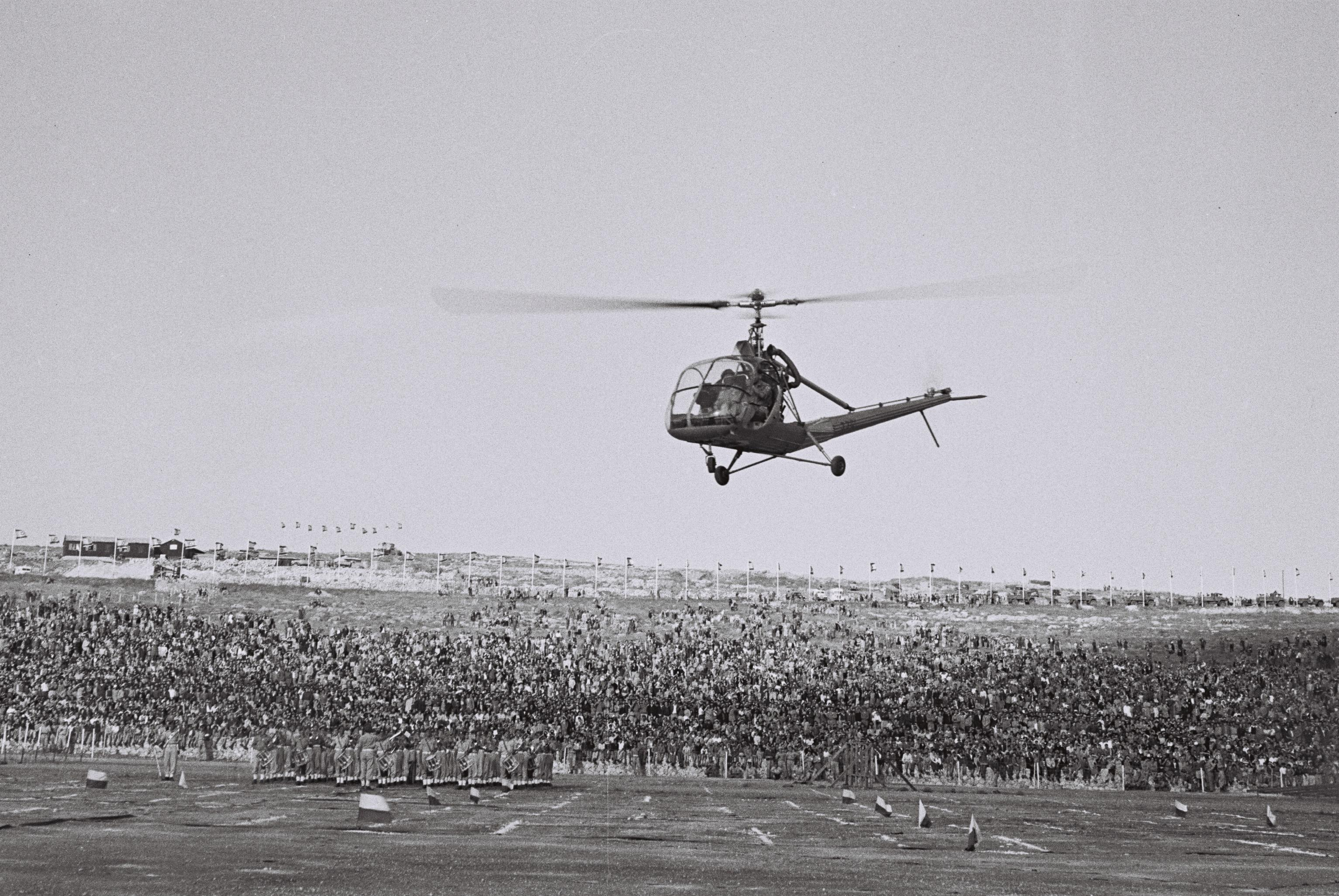
Israëlische H-23, 1952

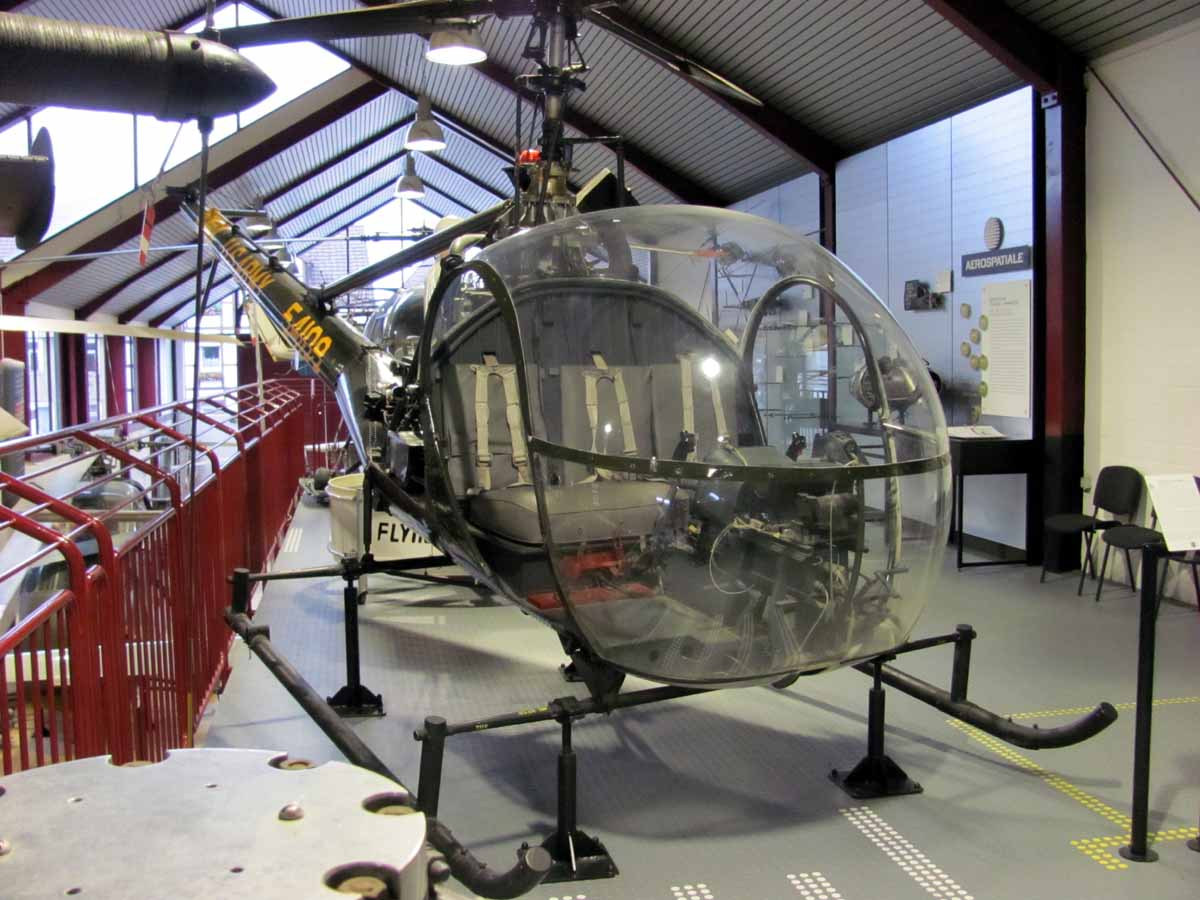
US Army H-23C in het Helikoptermuseum Bückeburg

- Argentinië
- Biafra
- BOL
- Canada
- Chili
- Colombia
- Dominicaanse Republiek
- Duitsland
- Egypte

- Frankrijk
- Guatemala
- Indonesië
- Israël
- Japan
- Marokko
- Mexico
- Nederland[13]
- Paraguay

- Peru
- Sri Lanka
- Thailand
- Uruguay
- Verenigd Koninkrijk
- Verenigde Staten
- Zuid-Korea
- Zwitserland